# Obertura Sokolski
L'obertura Sokolski' (o Sokolsky, també coneguda com a Orangutan o obertura polonesa), és una obertura d'escacs poc freqüent, caracteritzada pel moviment:
1.b4
Segons diverses bases de dades, d'entre els vint primers moviments possibles de les blanques, 1.b4 és el novè en popularitat. Es considera una obertura irregular, i per això es classifica sota el codi A00 a l'Enciclopèdia d'Obertures d'Escacs.
|  |

## Detalls
L'obertura mai no ha estat popular al màxim nivell, encara que un cert nombre de jugadors prominents l'han emprat de tant en tant (per exemple, Richard Réti contra Abraham Speijer a Scheveningen, i Borís Spasski contra Vassili Smislov al seu matx Leningrad-Moscou de 1960). Potser la partida més famosa en què es va fer servir fou Tartakower contra Maróczy, Nova York, 1924. El nom "obertura orangutan" s'origina a partir d'aquella partida: els jugadors havien visitat el zoo el dia previ, i Tartakower havia consultat un orangutan allà sobre amb quin moviment hauria de començar l'endemà. El jugador soviètic Alexei Sokolski (1908-1969) va escriure a una monografia sobre aquesta obertura el 1963 Debyut 1 b2-b4.
L'obertura es basa en gran part en temes tàctics al flanc de dama o a les caselles f6 i g7. El negre pot respondre amb una gran varietat de maneres: potser la més freqüent és fer quelcom al centre (que el primer moviment blanc ha ignorat) amb 1...d5 (possiblement seguit per 2.Ab2 Dd6, atacant b4 i donant suport a e7-e5), 1...e5 o 1...f5, tanmateix moviments menys ambiciosos com ara 1...Cf6, 1...c6 (preparant ...Db6 o ...a5), i 1...e6 són també raonables. Intents més rars s'han fet amb 1...a5 o 1...c5. La resposta de les negres 1...e6 és normalment seguida per ...d5, ...Cf6 i finalment ...c5. Després de 1.b4 e5 és normal que les blanques ignorin l'atac contra el peó-b i juguin 2.Ab2, quan 2...d6, 2...f6, i 2...Axb4 són jugables. Després de 1...a5 les blanques jugarien probablement 2.b5 i aprofitaran la debilitat del flanc de dama negre. Un 1...c5 negre és molt més agut i agressiu i es fa servir normalment per evitar teoria. Després de la captura les negres posaran generalment pressió sobre la casella c5 i desenvoluparan un atac contra la feble estructura blanca del flanc de dama.